# Halesia tetraptera

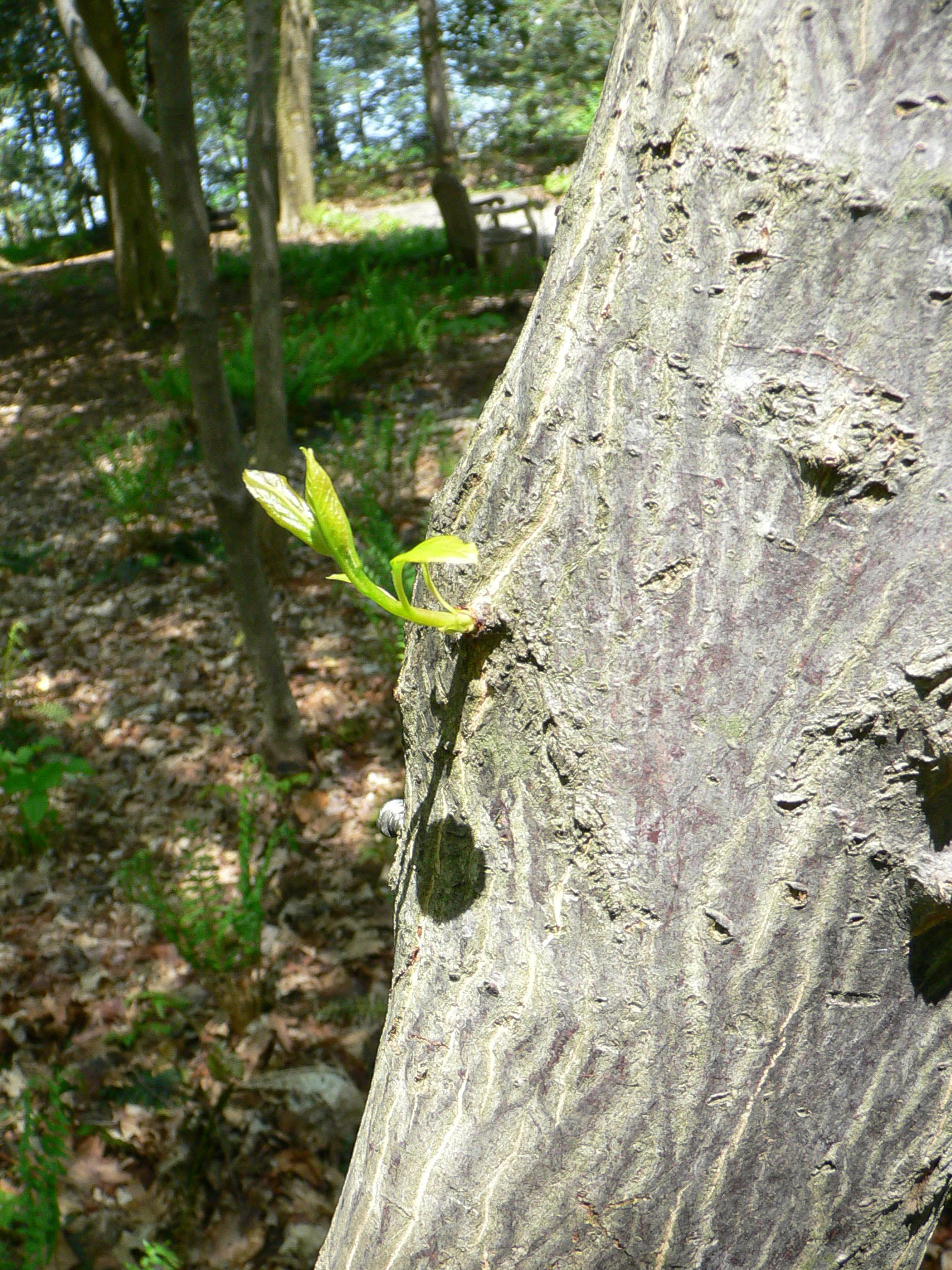
Tronco

Halesia tetraptera o sin. Halesia carolina auct. non L. es una especie de planta de flores perteneciente a la familia  Styracaceae, nativa del sureste de los Estados Unidos. 

## Descripción
Es un pequeño árbol caducifolio que alcanza los 10 m de altura. Las hojas son ovadas o lanceoladas de 5–16 cm de longitud y  4–7 cm de ancho. Las flores tienen  1–2,5 cm de longitud con cuatro corolas lobuladas de color blanco. El fruto es una drupa seca de 4 cm de longitud con cuatro alas en sus lados.
Algunos botánicos tratan a  Halesia monticola como una variedad de  H. tetraptera. Esta especie es mucho más grande, sobre  20–39 m de altura con grandes hojas de hasta 20 cm de longitud y flores de 3 cm de largo.
También es cultivado como planta ornamental.